# 小山啓子
小山 啓子（こやま けいこ、1971年 - ）は、日本の歴史学者。専門は西洋史、近世フランス史。地方都市のリヨンを主な対象とした研究を行う。神戸大学大学院人文学研究科（社会動態専攻）教授。

## 来歴
福岡県出身。1994年、九州大学文学部卒業。2000年同大学院比較社会文化研究科（国際社会文化専攻）博士後期課程単位取得退学。2000年～02年、リヨン第2大学（第3課程）に留学。
2003年、九州大学より博士（比較社会文化）の学位を取得。
日本学術振興会特別研究員、熊本県立大学および福岡大学にて非常勤講師、九州大学助手を務める。2005年、神戸大学文学部講師に着任、同助教授（2006年～）を経て、現職。

## 著書

### 単著
- 『フランス・ルネサンス王政と都市社会：リヨンを中心として』九州大学出版会、2006年。ISBN 978-4-87378-896-8

### 共著
- 『フランス史研究入門』（佐藤彰一・中野隆生編）山川出版社、2011年。ISBN 978-4-634-64037-5
- 『新しく学ぶ西洋の歴史：アジアから考える』（南塚信吾・秋田茂・高澤紀恵責任編集）ミネルヴァ書房、2016年。ISBN 978-4-623-06681-0
- 『はじめて学ぶフランスの歴史と文化』（上垣豊編著）ミネルヴァ書房、2020年。ISBN 978-4-623-08778-5
- 『フランスの歴史を知るための50章』（中野隆生・加藤玄編著）明石書店〈エリア・スタディーズ〉、2020年。ISBN 978-4-7503-5021-9

### 分担執筆
- 「近世フランスの大市都市リヨンとイタリア人」共生倫理研究会編『共生の人文学：グローバル時代と多様な文化』神戸大学（発売：昭和堂）、2008年。ISBN 978-4-8122-0819-9
- 「人が人を支配するときなにが求められたのか：権力の舞台としてのフランス国王儀礼」佐藤昇編、神戸大学文学部史学講座『歴史の見方・考え方：大学で学ぶ「考える歴史」』山川出版社、2018年。ISBN 978-4-634-64089-4
- 「ルネサンス期の文化と国家：フランスを中心に」『岩波講座世界歴史・15巻　主権国家と革命：15 - 18世紀』岩波書店、2023年。ISBN 978-4-00-011425-7
- 「王母カトリーヌ・ド・メディシスの書簡が語ること：フランス宗教戦争の只中で」佐藤昇編・神戸大学文学部史学講座『歴史の見方・考え方2：史料から広がる歴史学』山川出版社、2023年。ISBN 978-4-634-64099-3

### 訳書
- J.ダインダム『ウィーンとヴェルサイユ：ヨーロッパにおけるライバル宮廷 1550～1780』（大津留厚・石井大輔共訳）刀水書房、2017年。ISBN 978-4-88708-424-7
- ファニー・コザンデ、ロベール・デシモン『フランス絶対主義：歴史と史学史』（フランス絶対主義研究会訳）岩波書店、2021年。ISBN 978-4-00-061462-7